# Элеваторная
Элеваторная (укр. Елеваторна, крымскотат. Büyük Onlar) — грузопассажирская железнодорожная станция Крымской железной дороги, расположенная в посёлке городского типа Октябрьском Красногвардейского района Крыма.

## История
Открыта в 1874 году в составе участка Лозовая — Севастополь, как станция Биюк-Онлар. На 1900 год на станции делали остановку 2 московских поезда с вагонами только 1 и 2 класса (по 4 минуты) и 2, включавшие 3 класс — по 5 минут. По «…Памятной книжке Таврической губернии на 1900 год» на «вокзале Биюк-Онлар» числилось 257 жителей в 23 дворах. По Статистическому справочнику Таврической губернии. Ч.II-я. Статистический очерк, выпуск пятый Перекопский уезд, 1915 год, в посёлке при железнодорожной станции Биюк-Онлар Бютеньской волости Перекопского уезда числилось 40 дворов (7 дворов с землёй, 33 — безземельные) со смешанным населением в количестве 338 человек только «посторонних» жителей, из которых 180 мужчин и 158 женщин. Жители землёй не владели, в хозяйствах имелось 55 лошадей, 16 коров и 25 голов мелкого скота.
В 1952 году станция Биюк-Онлар была переименована в Элеваторную.
Название дано по расположению вблизи одного из крымских элеваторов.

## Описание

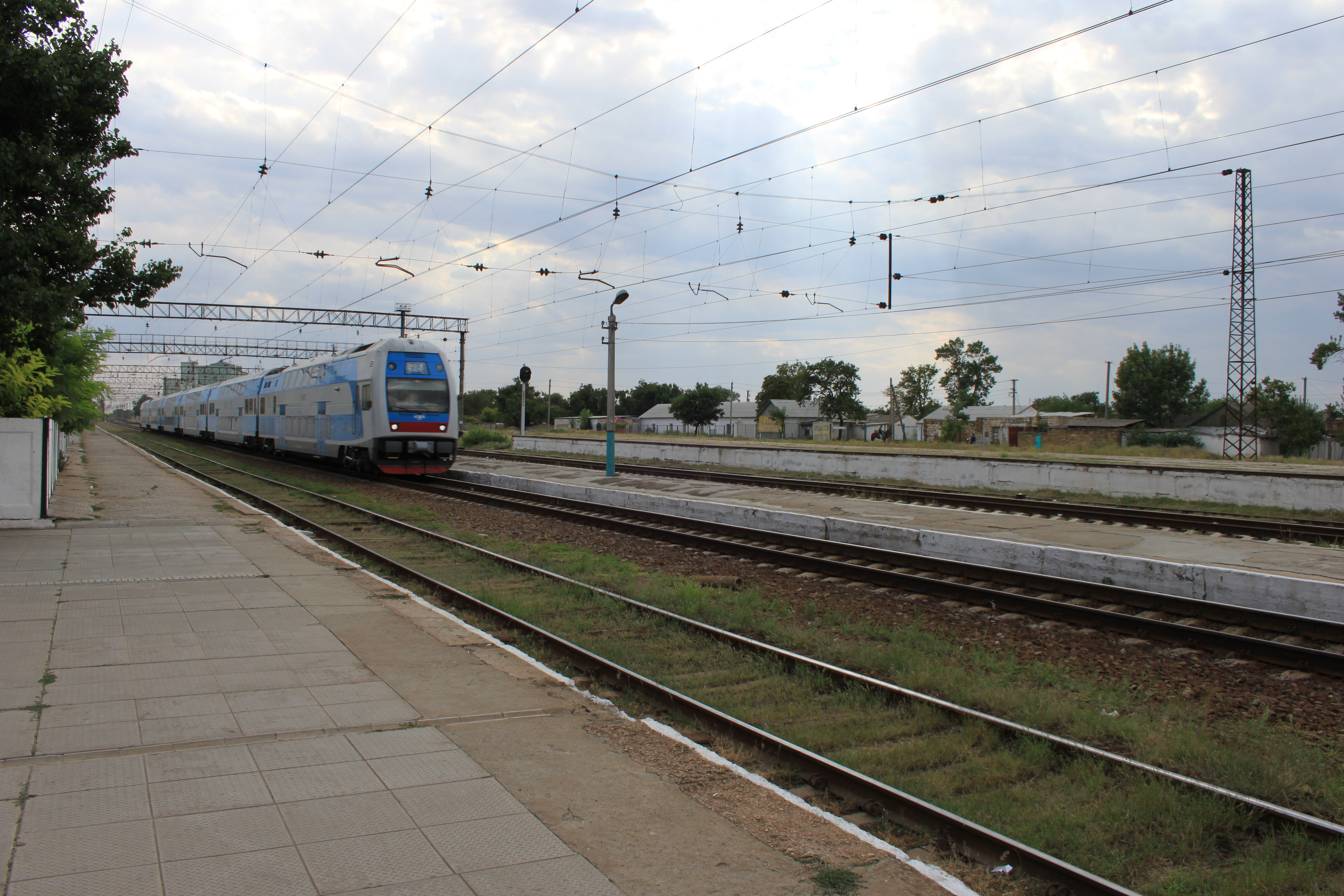

Станция состоит из 5 путей, два из которых используются для отстоя грузовых поездов, остальные три — для остановки пассажирских поездов. На станции имеется зал ожидания с билетными кассами и камерой хранения.

## Пассажирское сообщение
Через станцию проходят маршруты пригородных электропоездов:
- Симферополь — Джанкой (4 пары),
- Симферополь — Солёное Озеро (3 пары).

## Достопримечательности
На станции имеется братская могила трёх партизан (отца и двоих его сыновей), расстрелянных летом 1919 года за организацию диверсий на железной дороге. Постановлением Совета министров Республики Крым № 627 от 20 декабря 2016 года памятник отнесён к категории объектов культурно-исторического наследия России регионального значения.